# دگرگونی اجتماعی

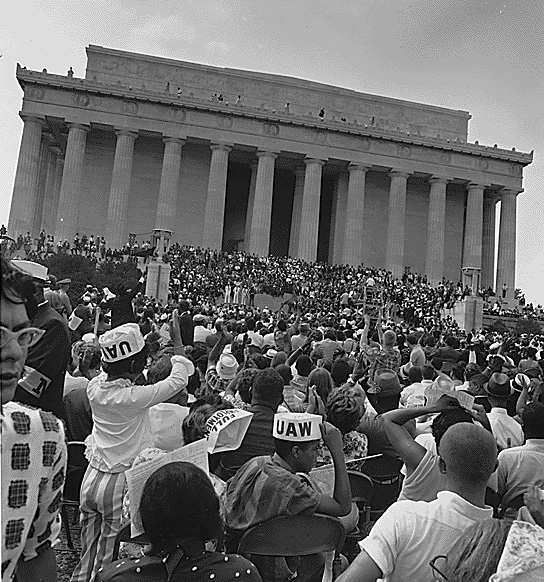
جمعیتی برای مراسم افتتاح بنای یادبود لینکلن در 30 مه 1922 جمع شده اند.

دگرگونی اجتماعی به معنی تغییر در ساخت زیربنایی نهادهای اساسی یا موقعیت‌های اجتماعی در طول یک دورهٔ زمانی است. محیط فیزیکی، سازمان سیاسی، مذهب و فرهنگ در دگرگونی اجتماعی تأثیرگذار هستند. دگرگونی اجتماعی پدیده‌ای همیشگی در زندگی اجتماعی است، امّا در دوران معاصر افزایش یافته‌است. خاستگاه جامعه‌شناسی امروزی، کوشش برای درک تغییرات چشمگیری است که نظم اجتماعی تازه‌ای ایجاد کرد و جهان سنّتی را از هم پاشید.